# Naydi Nazario
 Naydi Nazario (* 10. September 1956) ist eine ehemalige Langstreckenläuferin aus Puerto Rico. Sie gewann bei den Zentralamerika- und Karibikspielen eine Goldmedaille und nahm auch an den Olympischen Sommerspielen 1984 in Los Angeles teil.

## Sportliche Karriere
Nazario nahm bei den Olympischen Sommerspielen 1984 am erstmals auch als olympischer Frauenwettbewerb ausgetragenen Marathonlauf teil. Mit einer Laufzeit von 2:45:49 h erreichte sie unter 44 Läuferinnen, die das Rennen beendeten, Platz 33.
Bei den Zentralamerika- und Karibikspielen 1986 in Santiago de los Caballeros gelang ihr mit einer Zeit von 2:55:44 h gelang ihr der Sieg; bei den Spielen 1990 in Mexico City erreichte sie in 3:08:37 h Platz 7.

## Persönliche Bestleistung
- Marathon: 2:45:49, 5. August 1984 in Los Angeles